# John Carter (film)
John Carter (wcześniej rozpowszechniany jako ang. John Carter of Mars) – amerykański film fantastycznonaukowy z 2012 roku w reżyserii Andrew Stantona, a także z jego scenariuszem napisanym we współpracy z Michaelem Chabonem i Markiem Andrewsem. Muzykę do filmu stworzył Michael Giacchino, zdobywca Oscara za film Odlot. Produkcją filmu zajęli się Colin Wilson, Jim Morris i Lindsey Collins. W głównych rolach występują Taylor Kitsch jako tytułowy John Carter, Lynn Collins jako Dejah Thoris, Willem Dafoe jako Tars Tarkas oraz Thomas Haden Church występujący w roli Tala Hajusa.
Podstawą do napisania scenariusza do filmu były utwory Edgara Rice’a Burroughsa pt. Księżniczka Marsa z 1912 roku oraz John Carter of Mars z 1964 roku. Obie książki należą do serii przygód opowiadających historie związane z Marsem.
Obraz został wyprodukowany przez wytwórnię Walt Disney Pictures we współpracy z Pixarem.
Zdjęcia rozpoczęły się w listopadzie 2009 roku, ich główna część była nagrywana od stycznia do lipca 2010. Produkcja ta jest pierwszym filmem live-action nakręconym przez Andrew Stantona.
Zrealizowany w technice 3D (tzw. technologia Disney Digital 3D / RealD-3D / IMAX 3D) ukazał się w Europie i Stanach Zjednoczonych 9 marca 2012 r.

## Obsada
- Taylor Kitsch – John Carter
- Lynn Collins – Dejah Thoris, księżniczka Helium
- Willem Dafoe – Tars Tarkas, wojownik Barsoomian, sojusznik Johna Cartera
- Thomas Haden Church – Tal Hajus
- Samantha Morton – Sola
- Dominic West – Sab Than, książę Zodanga
- Polly Walker – Sarkoja
- Mark Strong – Matai Shang
- Daryl Sabara – Edgar Rice Burroughs, bratanek Johna Cartera
- James Purefoy – Kantos Kan, kapitan statku Xavarian
- Ciarán Hinds – Mors Tardos
- Bryan Cranston – Powell
- Jon Favreau – bukmacher Tharków

i inni.

## Porównanie filmu z powieścią[potrzebnyprzypis]
W wielu miejscach film jest niezgodny z powieścią (dane odnoszą się tylko do książki Księżniczka Marsa), na podstawie której powstał, m.in.:
- W filmie Carter ucieka najpierw przed ścigającymi go żołnierzami, a później przed Apaczami, w książce natomiast ucieka tylko przed Apaczami i tylko dlatego, że ruszył na pomoc swojemu kompanowi, kapitanowi Powellowi.
- W filmie Powell jest wrogiem, w książce przyjacielem.
- W książce nie zostało podane, jak i dlaczego John Carter znalazł się na Marsie..
- W książce wszyscy mieszkańcy Marsa chodzą nago.
- W filmie Tars Tarkas jest przedstawiony jako wódz swego plemienia, w książce natomiast jest tylko pomniejszym wodzem.
- W książce Tars Tarkas nie wie, że Sola jest jego córką, tak jak to ukazano w filmie.
- W filmie Carter uczy się języka po wypiciu pewnej substancji.
- W książce białe małpy są zdecydowanie mniejsze.
- W filmie Deja Thoris trafia do niewoli Tharków wskutek ucieczki przed narzeczonym, a w książce na skutek ataku Tharków na statek.
- Sab Than, książę Zodanga, w filmie pojawia się już na początku, natomiast w książce dopiero pod koniec i nie jest pierwszoplanową postacią.
- W książce wyprawa w dół rzeki Iss jest dobrowolną, ostatnią drogą każdego Tharka. Jednak w powieści nie zostało wyjaśnione, co znajduje się u jej źródeł. Nikt stamtąd też nigdy nie wrócił, a gdyby nawet wrócił, zostałby natychmiast zabity.
- W książce życie na planecie jest podtrzymywane za pomocą maszyny, w filmie pominięto to całkowicie.